# Ommegang

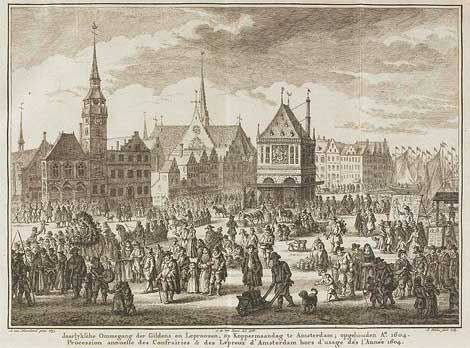
Ommegang te Amsterdam in 1604

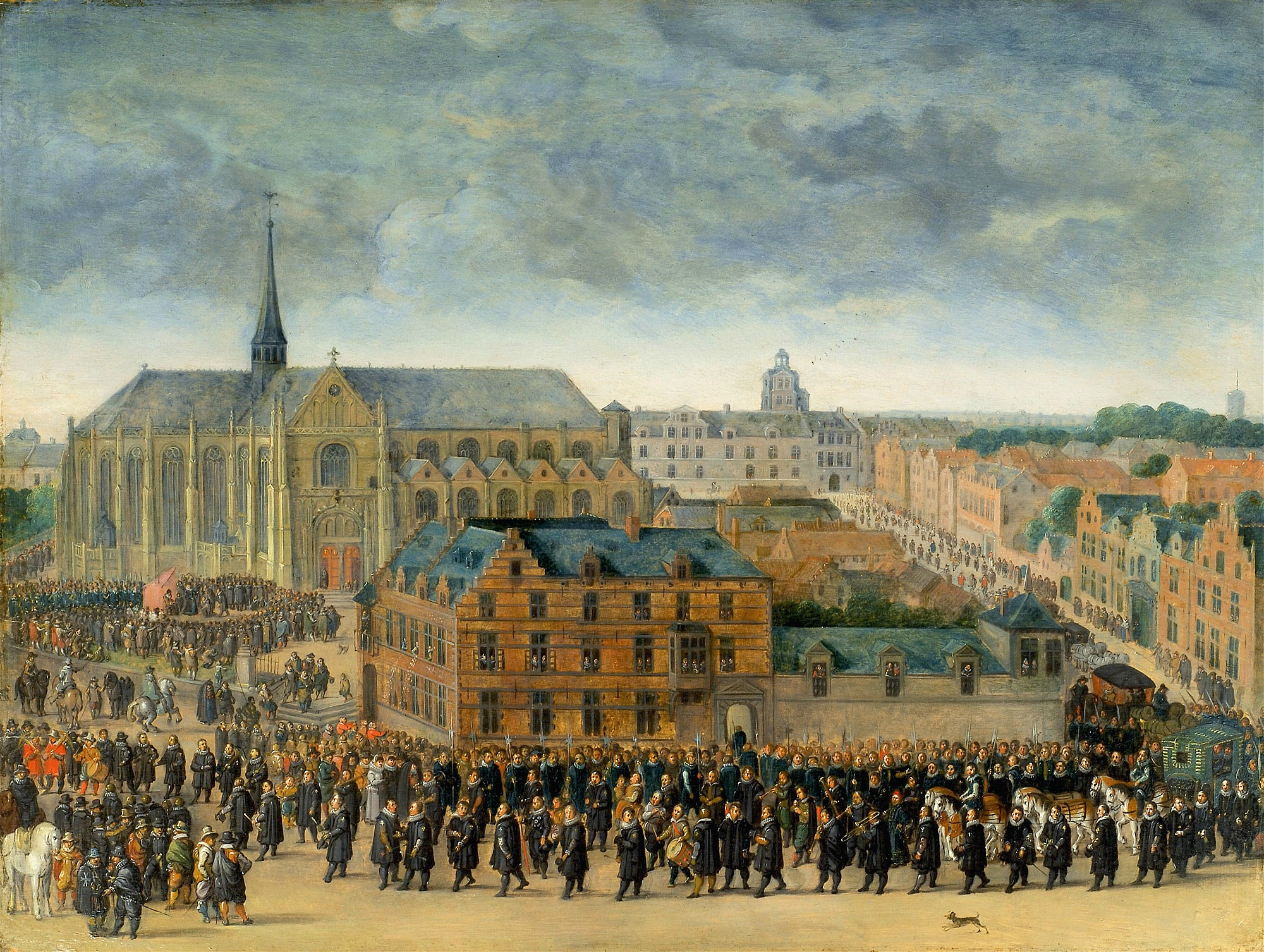
Ommegang te Brussel in 1615 op de Zavel

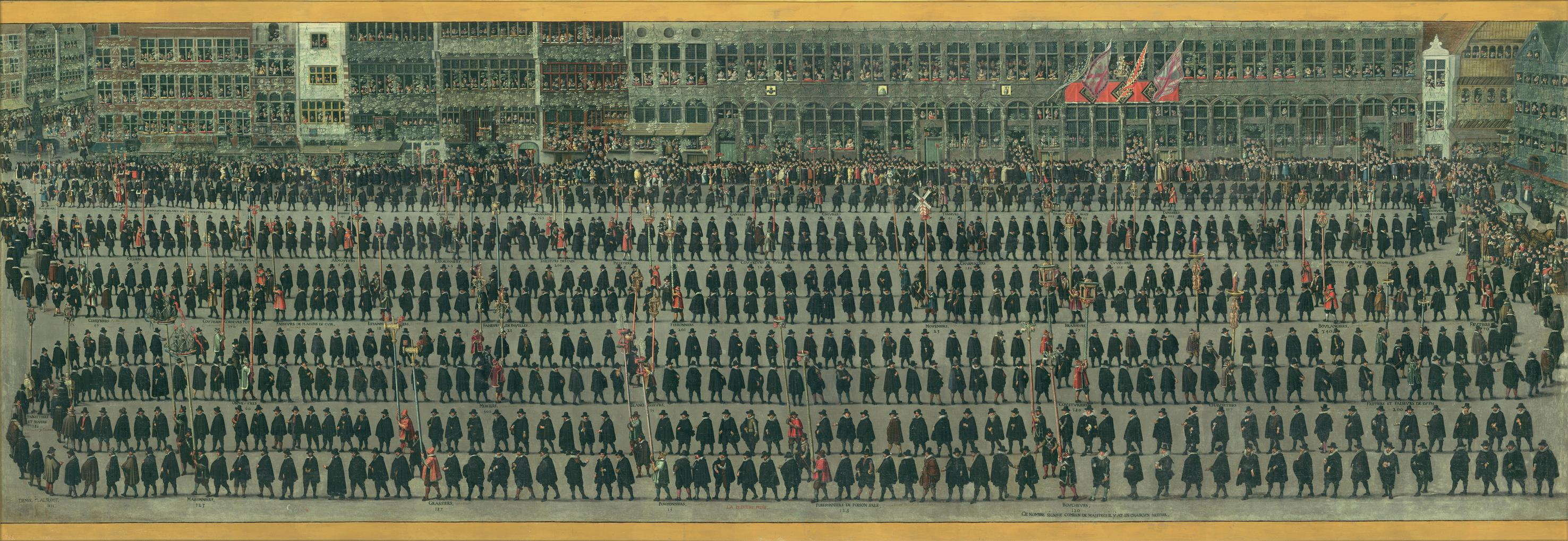
Ommegang te Brussel in 1615

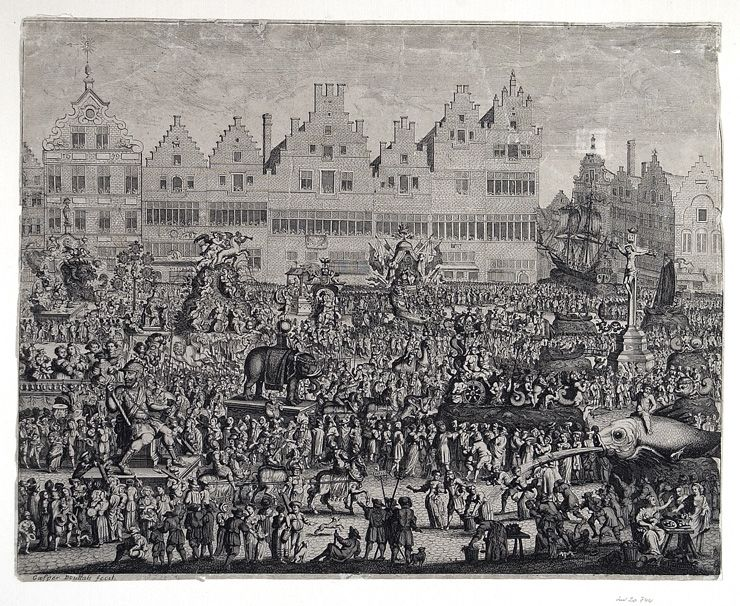
Ommegang te Antwerpen in 1685 op de Meir

Een ommegang was oorspronkelijk een religieuze processie. De term betekent (rond)om  [de kerk of de stad] gaan; het ging daarbij om de verering van een heilige. In Nederland is het begrip bekend van de nachtelijke Stille Omgang zoals die in Amsterdam nog steeds wordt gehouden en voorheen gedurende een halve eeuw ook in Breda heeft plaatsgevonden.
Geleidelijk aan kregen sommige van deze processies een werelds karakter. De religieuze oorsprong is bij de folkloristische reuzen-ommegangen vaak nog te vinden. Zo heten nogal wat stadsreuzen "Samson" en "Goliath", wat zou terug te voeren zijn tot de uitbeelding van de Bijbelse taferelen van Samson en de Filistijnen en David tegen Goliath. De kemels uit de ommegang uit Mechelen, en de dromedaris uit die van Lier zouden oorspronkelijk, net zoals in Dendermonde, de rijdieren van de drie wijzen zijn geweest. De walvis of dolfijn zoals uit de ommegangen van Lier en Antwerpen komt dan weer voort uit de uitbeelding van het Bijbelse tafereel van Jonas en de walvis. Sommigen voeren het "schip van oorlog" uit de onder meer de ommegangen van Mechelen, Lier en Antwerpen terug tot de uitbeelding van de wonderbare visvangst. Vroeger waren het vissers-of schipperskinderen die het "schip van oorlog" bemanden. De draak uit onder andere Lier en Dendermonde komt dan weer voort uit de strijd tussen Sint Joris en de draak, zoals die in de Ducasse van Bergen nog wordt opgevoerd. Inmiddels wordt het woord in het Belgisch-Nederlands dan ook gebruikt voor enkele stoeten en optochten bij een feestelijke gelegenheid, inzonderheid bij een kermis.

## Voorbeelden
- De Ommegang van Mechelen: de reuzenfamilie: op de klanken van het Reuzenlied (refrein Kere weer-om, Reuzeke, Reuzeke, kere weer-om, Reuzegom) draaien vader de Reus [sinds vóór 1492], moeder de Reuzin [1549], de kinderen [1618] Janneke, Mieke en klein Claeske in 't rond en andersom, en grootvader de Oude of de Grote Reus (Goliath) gezeten op een wagen draait slechts het hoofd - laatst lukte dat maar half, hij wordt een dagje ouder [1600] (de Mechelse traditie van de reuzenstoet is vermeld op de Lijst van Meesterwerken van het Orale en Immateriële Erfgoed van de Mensheid van  UNESCO), het Ros Beiaard (Beyaert) [1415] (in de Mechelse volksmond uitgesproken als 't Veergebreuderspjeid), de praalwagens van De Peoene en De Lisbloem (rederijkerskamers), 't Schip van Oorlog (Schip van 's Lands Welvaren?) (wagen), het Rad van Fortuin, de Kemeltjes, de Paardjes (veeleer burleske folklore) en natuurlijk Opsinjoorke (stadsmascotte, een replica in stoeten). De Ommegang volgt steeds de eens om de 25 jaar gehouden Cavalcade (Mechelen) (oorspronkelijk als Hanswijkprocessie, in het Mechels uitgesproken als calvacade), laatst in 2013. De Ommegang, of een selectie uit zijn elementen, begeleidt soms ook andere stoeten in de stad.
- In de Ros Beiaardommegang van Dendermonde wordt het reusachtige houten paard tienjaarlijks door de stad gedragen; het is telkens een waar volksfeest en het afscheid van het paard valt de lokale bevolking altijd zwaar, laatst in 2022. De Dendermondse traditie van het Ros Beiaard en de drie gildereuzen werd in 2005 erkend als Meesterwerken van het Orale en Immateriële Erfgoed van de Mensheid.[2]
- Te Lede gaat, na een kaarsjesprocessie en een novene met negendaagse religieuze ommegang waarbij nu ook een auto-ommegang, de ruitersommegang in de voormiddag vooraf aan de tweejaarlijkse Mariale Processie.
- De jaarlijkse Ommegang van Brussel is een van oorsprong christelijke processie die geleidelijk aan een wereldser karakter kreeg.  De oorsprong van deze ommegang lag bij het overbrengen van een miraculeus Mariabeeld van Antwerpen naar Brussel. De H. Maagd was verschenen aan een Antwerpse spinster Beatrijs Soetkens. Het beeld werd door de Brusselaars geroofd in Antwerpen en per boot overgebracht naar Brussel. Dit beeld staat in de kapel van de Grote Boogschuttersgilde in de Zavelkerk. De huidige ommegang reconstrueert de intrede op 5 juni 1549 van Keizer Karel en zijn zoon Filips, samen met veel hoge edellieden en gezagdragers in Brussel.
- De Maria van Jesse Ommegang in Delft is ontstaan in 1327 en kende in de Middeleeuwen haar hoogtepunt als het belangrijkste feest voor de Deltenaren na Pasen, Kerstmis en Pinksteren. In 1929 is men voor het eerst sinds de reformatie opnieuw de ommegang gaan lopen, maar nu als een stille bidtocht. De naam is afkomstig van het beeld van Maria als boom van Jesse dat in de middeleeuwen uit dank voor een genezing in de ommegang werd meegedragen. website
- In Maastricht is eenmaal in de zeven jaar een Heiligdomsvaart, een traditie die tot de 13e of 14e eeuw teruggaat. Onderdeel van de tien dagen durende festiviteiten zijn twee ommegangen, waarbij de vier 'stadsdevoties' (de Sterre der Zee, de Zwarte Christus van Wyck, het borstbeeld van Sint-Servaas en dat van Sint-Lambertus) en de belangrijkste relieken (o.a. de Noodkist) worden meegedragen. In dezelfde stad vindt op ongeregelde tijden de bidweg van de Sterre der Zee plaats, in feite een bidprocessieroute die soms massaal, soms in kleine groepen of individueel gelopen wordt.
- In Tongeren grijpen om de zeven jaar de Kroningsfeesten plaats met de daarbij horende ommegang. Er wordt dan ook een avondspel opgevoerd waaraan meer dan drieduizend Tongenaren deelnemen. De stad Tongeren toont zich dan van zijn beste zijde door een verzorgde straatversiering.
- In Hasselt viert men ieder zevende jaar de Virga Jesse met grootse feesten. Het hoogtepunt van deze feesten is de ommegang met een 2.000 deelnemers. Deze trekt drie maal door de straten van Hasselt. Bijzonder aan de ommegang van Hasselt is dat zij ieder zevende jaar integraal opnieuw ontworpen en geregisseerd wordt. De volgende ommegang vindt plaats in augustus 2031. De Hasseltse ommegang is opgenomen in de Inventaris Immaterieel Erfgoed van de Vlaanderen.
- Tijdens de 25-jaarlijkse Harlindis- en Relindisfeesten sloot in 1997 een wagen met de relieken die in 1597 van Aldeneik naar Maaseik waren overgebracht, de sterker godsdienstig gebleven ommegang af. Het middendeel toonde evenwel hoe dit Nieuw-Eycke tot de huidige stad was geëvolueerd.
- In Poederlee, gemeente Lille in de Antwerpse Kempen gaat er om de 25 jaar de Ommegang van de Hegge door waar bij het Heggewonder van 1412 wordt uitgebeeld. Deze ommegang waarvan de laatste doorging in 2012, behoort ondertussen tot het Vlaams immaterieel erfgoed.
- In Lier vindt om de 25 jaar een ommegang plaats tijdens de Sint-Gummarusfeesten. De ommegang omvat tal van reuzen. De laatste ommegang tijdens de Sint-Gummarusfeesten vond plaats in 2015.[3] Er wordt ook een kleinere ommegang, de Ommegang Anders, georganiseerd om de 5 jaar.[4][5] Vanwege de coronapandemie werd de editie van 2020 pas op 2 en 9 oktober 2022 gehouden.

## Ommegang bij bedevaartskerken
Vooral nabij bedevaartskerken vindt men een aangelegde ommegang met kapellen waar men kan bidden bij de voornaamste gebeurtenissen uit het leven van de vereerde heilige; analoog hieraan noemt men ook een kruisweg met zijn veertien staties weleens een ommegang.

## Trivia
- Ommegang is tevens de naam van een bierbrouwerij in Cooperstown in de Amerikaanse staat New York, die een aantal typisch Belgische biersoorten brouwt.
- Sulpicius Severus verhaalt in het Leven van Martinus van Tours hoe Martinus getuige is van de begrafenis van een boer. Het lijk is gewonden in een wit laken, dat Martinus verkeerdelijk ziet als een druïdische vorm van offerritueel, “aangezien het gebruikelijk was voor deze ruwe Galliërs om in hun schandelijke waanzin in ommegang de beeltenis van demonen mee te dragen, gehuld in een wit gewaad.” Martinus houdt daarom de processie staande, het pectorale hoog in de lucht gestoken. “Daarop kon worden gezien dat de onwaardige creaturen stokstijf stonden. Vervolgens, wijl zij poogden, met al hun vermogen, om verder te gaan, maar niet in staat waren nog één stap vooruit te zetten, begonnen zij te kronkelen op lachwekkende wijze, totdat zij, niet vermogend het gewicht langer te dragen, het dode lichaam op de grond neerzetten”. Wanneer Martinus dan zijn fout inziet, heft hij zijn hand opnieuw om hen verder te laten gaan. “Zodoende,” stelt de hagiograaf, “gebood hij hen zowel te staan op zijn bevel, als hen te laten gaan wanneer het hem beviel.”[6].
- Ommegang is ook de codenaam van de militaire operatie Rode en Zwarte Draak van de 5e Gemechaniseerde Brigade tegen de Simba-opstand in Stanleyville (Kisangani) in 1964. De benaming werd door kolonel Frédéric Vandewalle gegeven vanwege de diverse samenstelling van de troepen (Belgische soldaten, Cubaanse en westerse huurlingen en Congolese soldaten met diverse voertuigen, waardoor de opmars gelijkenissen vertoonde met de gelijknamige historische optocht[7].